# Рука (курорт)
Ру́ка (фін. Ruka) — гірськолижний курорт в муніципалітеті Куусамо, що в Фінляндії. Курорт розташований на височині Рукатунтурі (фін. Rukatunturi), висотою 491 м. Хоча слово «тунтурі» означає гора, але височина не вважається горою (фін. tunturi), а пагорбом (фін. vaara), бо знаходиться нижче межі лісу. Раніше ліс на височині був, але його вирубали.
Цей курорт один із найбільших в країні, працює ще з 1950-х років.
Рука — важливий спортивний центр Фінляндії. Тут є санна траса, трамплін, траси для гірськолижного спорту і сноубордингу.

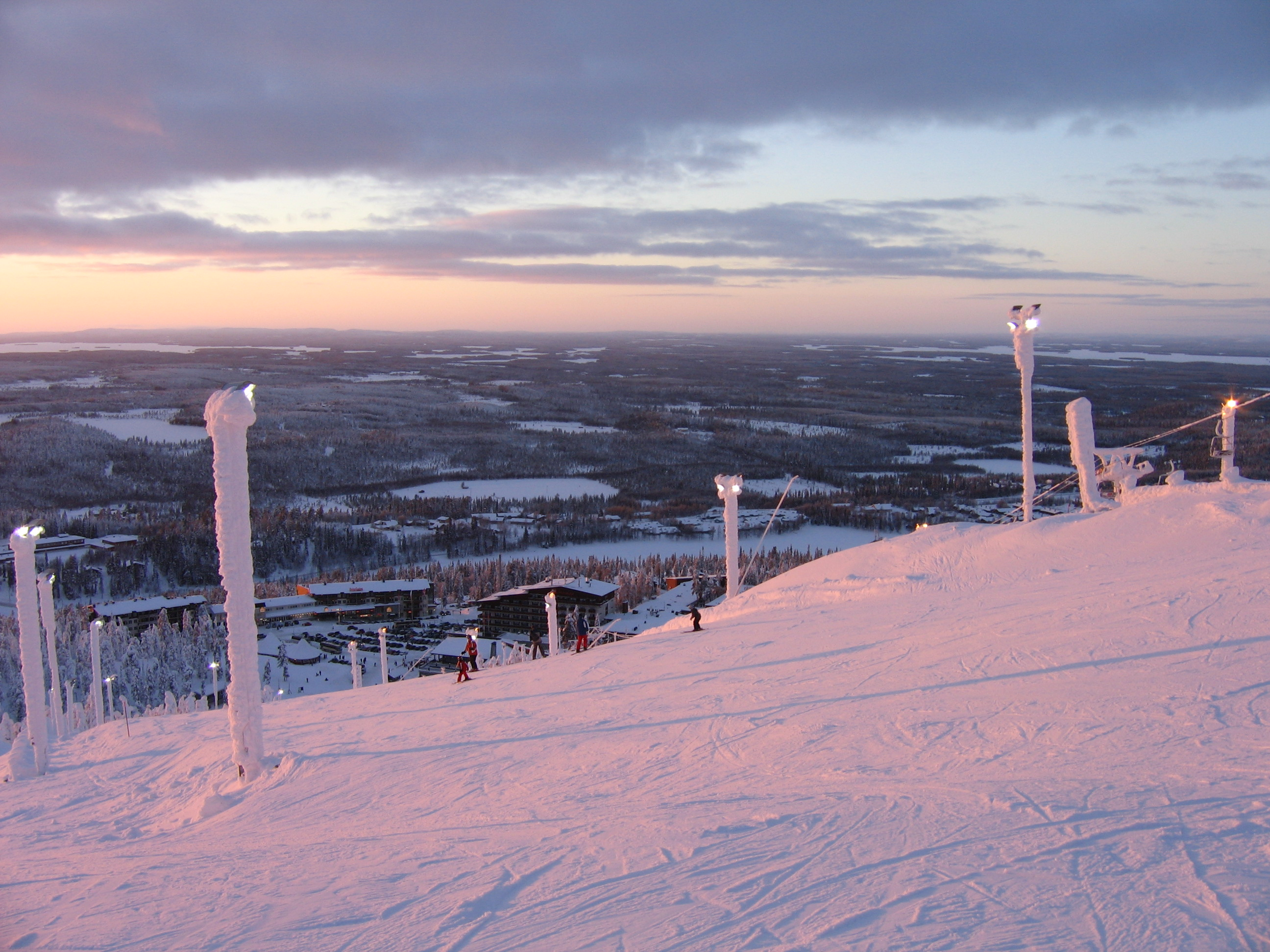
Гірськолижна траса
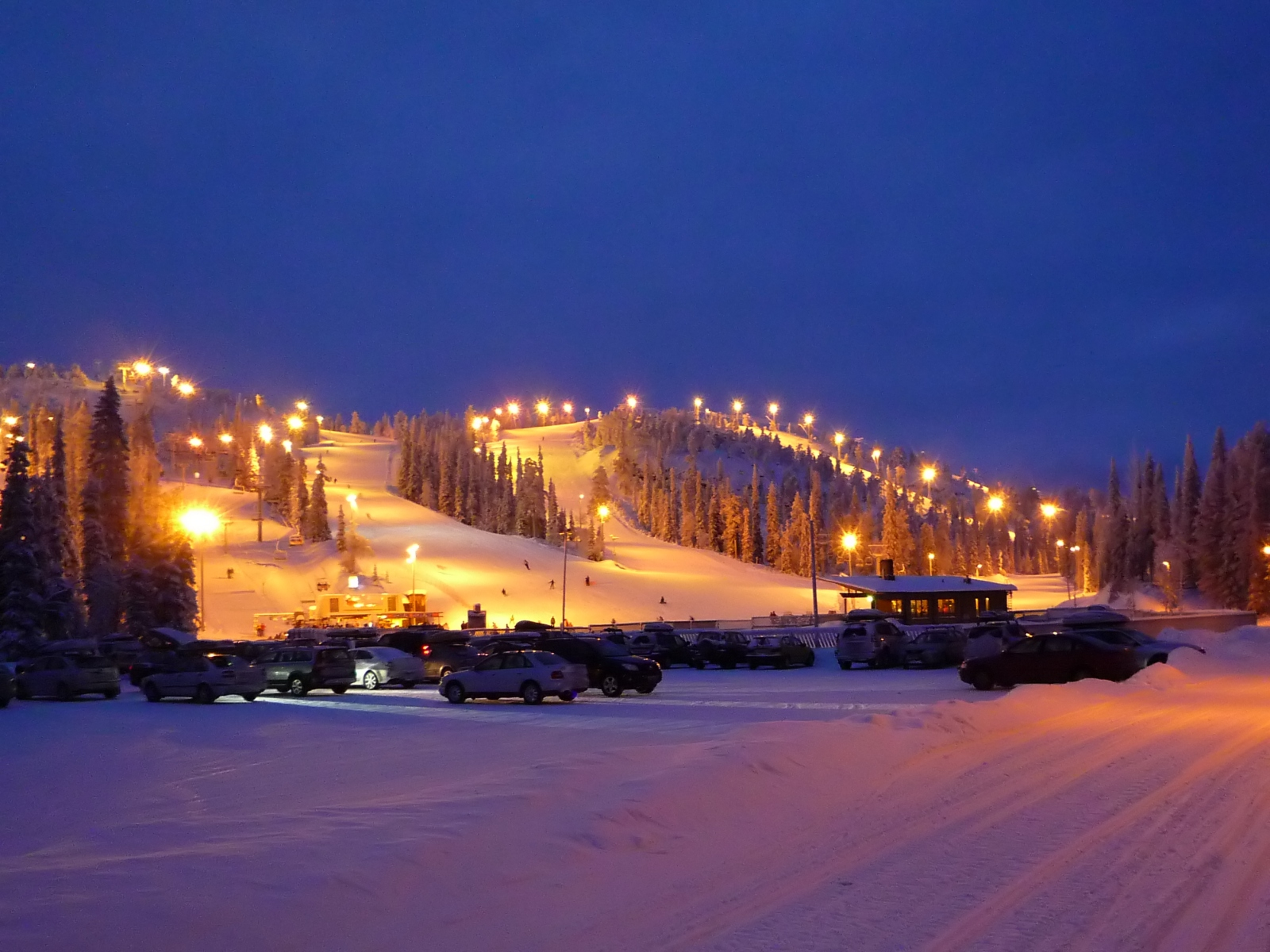
Гірськолижні траси
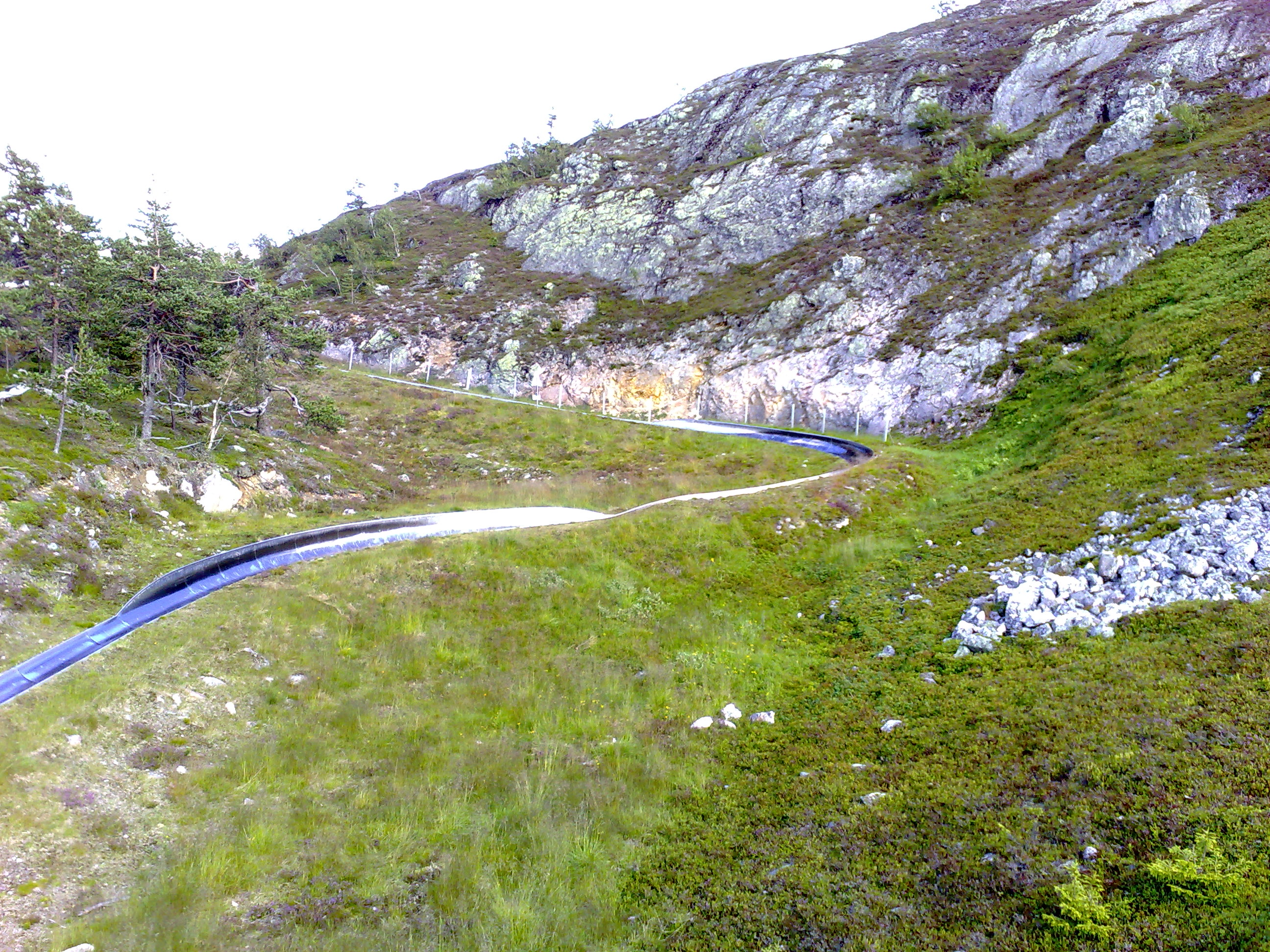
Санна траса
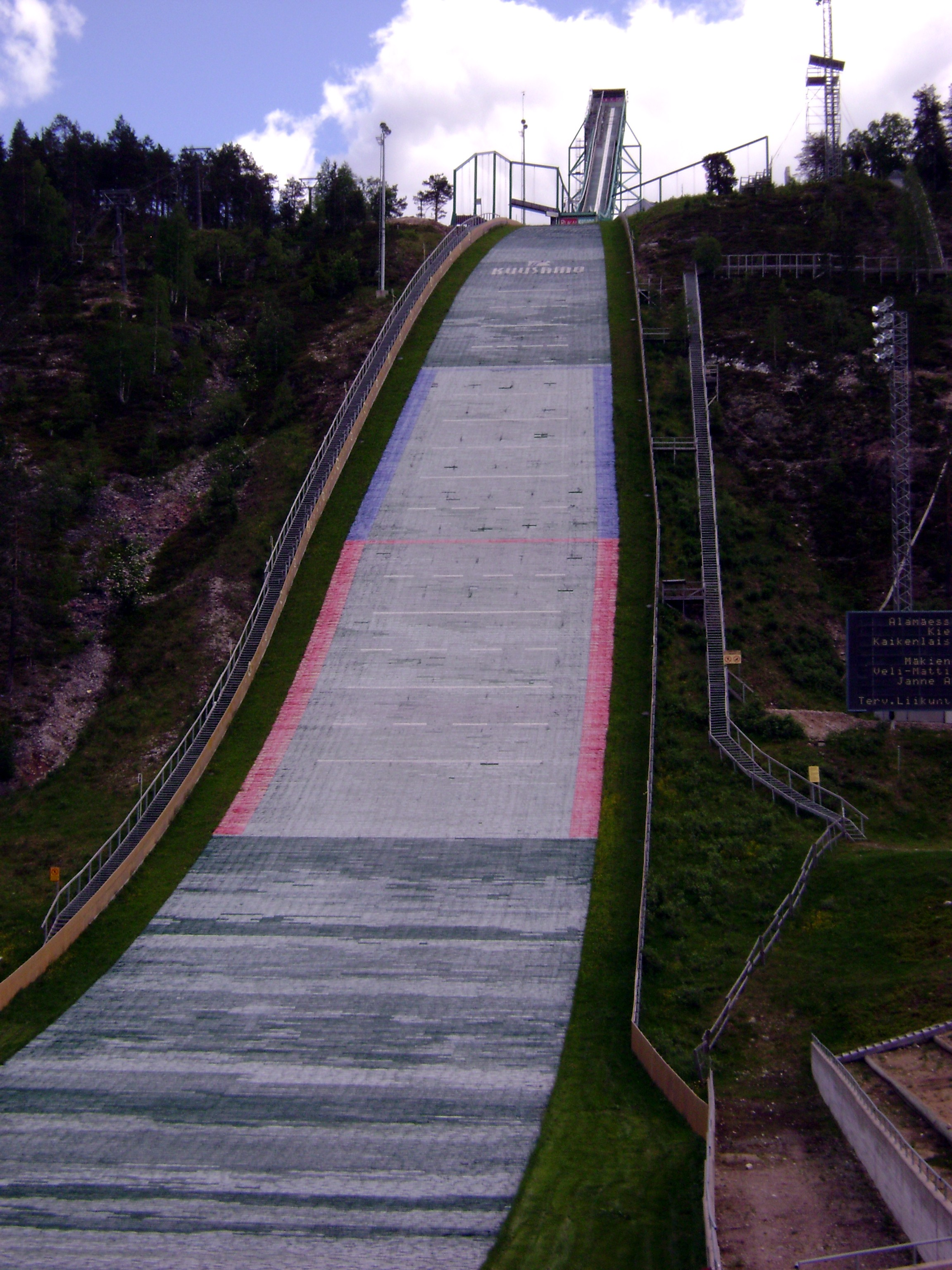
Трамплін
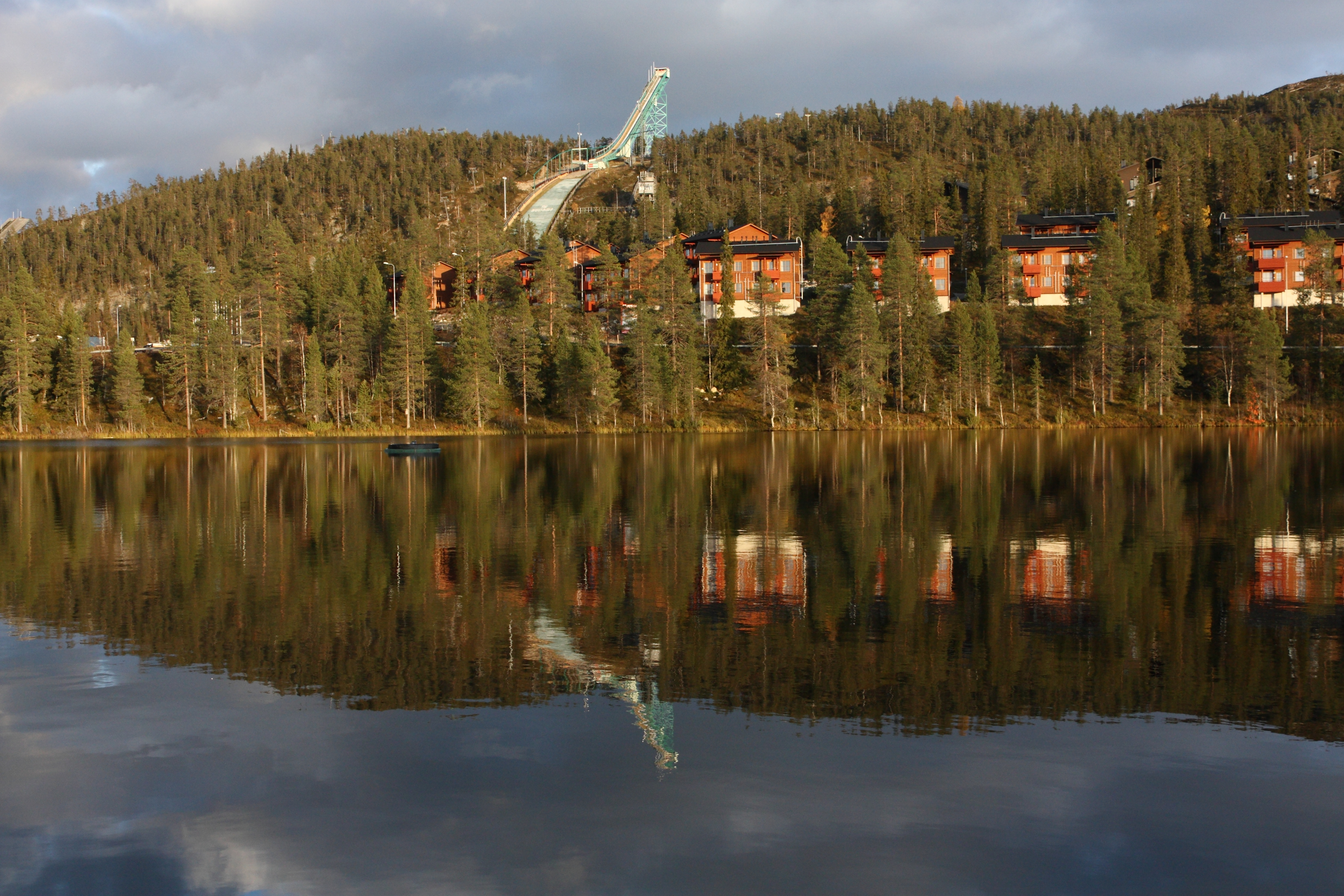
Трамплін, котеджі й озеро
Площа в селі Рука
Вулиця в селі Рука